# 린다 카르보네토
린다 카르보네토(이탈리아어: Linda Carbonetto, 1949년 4월 12일~)는 캐나다의 피겨 스케이팅 선수이다. 그녀는 1969년 캐나다 선수권 대회에서 우승했고 1968년 동계 올림픽에 출전했다. 그녀는 뉴욕에서 태어났지만, 온타리오에서 자랐다. 그녀는 1970년에 프로로 전향했고 아이스 카패드를 여행했다.

## 대회 성적
| Event            | 1965 | 1966 | 1967 | 1968 | 1969 |
| ---------------- | ---- | ---- | ---- | ---- | ---- |
| 동계 올림픽      |      |      |      | 13위 |      |
| 세계 선수권 대회 |      |      |      | 13위 | 6위  |

## 참고 문헌
- 프로파일